# Équipe d'Australie de la décennie 1995-2005
Pour célébrer les dix ans du rugby à XV professionnel, la fédération australienne, l'Australian Rugby Union profita de l'occasion pour élire la Wallaby Team of the Decade ou l'Équipe d'Australie de la décennie 1995-2005. Un panel de 30 journalistes et commentateurs forma le jury et choisit un XV de départ et un banc, avec 6 joueurs (en italique ci-dessous) qui ont obtenu des sélections unanimes, les autres étant choisi pour leurs positions respectives.

## Les remplaçants
- Jeremy Paul
- Dan Crowley
- Nathan Sharpe
- Phil Waugh
- Chris Whitaker
- Dan Herbert
- Lote Tuqiri